# 객체 모델
컴퓨팅에서 객체 모델 또는 오브젝트 모델(object model)은 두 가지 관련이 있지만 다른 의미를 가진다.
1. 특정 프로그래밍 언어, 기술, 표기법 또는 방법론에서 객체의 일반적인 속성을 나타낸다. 예를 들어, 자바의 객체 모델, 컴포넌트 오브젝트 모델 (COM), 또는 객체 모델링 기법 (OMT)이 있다. 이러한 객체 모델은 일반적으로 클래스, 제네릭 함수, 메시지, 상속, 다형성, 캡슐화와 같은 개념을 사용하여 정의된다. 프로그래밍 언어의 형식 의미론의 하위 집합으로서 형식화된 객체 모델에 대한 광범위한 문헌이 존재한다.
2. 컴퓨터 프로그램이 특정 세계의 일부를 검사하고 조작할 수 있도록 하는 객체 또는 클래스의 모음이다. 즉, 특정 서비스 또는 시스템에 대한 객체 지향적 인터페이스이다. 이러한 인터페이스는 표현된 서비스 또는 시스템의 객체 모델이라고 한다. 예를 들어, 문서 객체 모델 (DOM)은 웹 브라우저의 웹 페이지를 나타내는 객체 모음으로, 스크립트 프로그램이 페이지를 검사하고 동적으로 변경하는 데 사용된다. 다른 프로그램에서 마이크로소프트 엑셀을 제어하기 위한 마이크로소프트 엑셀 객체 모델이 있으며[1], ASCOM 망원경 드라이버는 천문 망원경을 제어하기 위한 객체 모델이다.

객체 모델은 다음과 같은 중요한 기능을 포함한다.
객체 참조객체는 객체 참조를 통해 접근할 수 있다. 객체에서 메서드를 호출하려면 객체 참조와 메서드 이름, 그리고 모든 인수가 주어진다.
인터페이스인터페이스는 구현을 지정하지 않고 메서드 집합의 시그니처 정의를 제공한다. 객체는 해당 클래스에 해당 인터페이스의 메서드를 구현하는 코드가 포함되어 있으면 특정 인터페이스를 제공한다. 인터페이스는 또한 변수나 매개변수의 유형과 메서드의 반환 값을 선언하는 데 사용할 수 있는 유형을 정의한다.
동작객체 지향 프로그래밍 (OOP)에서 동작은 한 객체가 다른 객체에서 메서드를 호출함으로써 시작된다. 호출에는 메서드를 수행하는 데 필요한 추가 정보가 포함될 수 있다. 수신자는 적절한 메서드를 실행한 다음 호출 객체에 제어를 반환하며, 때로는 결과를 제공한다.
예외프로그램은 다양한 심각도의 오류 및 예상치 못한 상황에 직면할 수 있다. 메서드 실행 중에 많은 다른 문제가 발견될 수 있다. 예외는 코드를 복잡하게 만들지 않고 오류 조건을 깔끔하게 처리하는 방법을 제공한다. 특정 예상치 못한 조건이나 오류가 발생할 때마다 예외를 던지도록 코드 블록을 정의할 수 있다. 이는 예외를 포착하는 다른 코드 블록으로 제어가 전달됨을 의미한다.

## 같이 보기
- 객체 지향 프로그래밍
- 객체 지향 분석 및 설계
- 객체 지향 데이터베이스
- 객체 관리 그룹
- 도메인 주도 설계
- 아이겐클래스 모델

## 문헌
- Weisfeld, Matt (2003). 《The Object-Oriented Thought Process》 2판. Sams. ISBN 0-672-32611-6.
- Fowler, Martin (1996). 《Analysis Patterns: Reusable Object Models》. Addison-Wesley. ISBN 0-201-89542-0.
- Fisher, K.; Honsell, F.; Mitchell, J.C. (1994). 〈A lambda calculus of objects and method specialization〉 (PDF). 《[1993] Proceedings Eighth Annual IEEE Symposium on Logic in Computer Science》. 《Nordic Journal of Computing》 1. 3–37쪽. doi:10.1109/LICS.1993.287603. ISBN 0-8186-3140-6. S2CID 19578302. 2018년 7월 3일에 원본 문서 (PDF)에서 보존된 문서.
- Marini, Joe (2002). 《Document Object Model: Processing Structured Documents》. Osborne/McGray-Hill. ISBN 0-07-222436-3.
- Lippman, Stanley (1996). 《Inside the C++ Object Model》. Addison-Wesley. ISBN 0-201-83454-5.